# Otto Arnold Paykull
Otto Arnold von Paykull (* 1662 in Livland; † Februar 1707 in Stockholm) war livländischer Generalleutnant der polnisch-sächsischen Truppen unter August dem Starken. Er gehört zusammen mit Johann Reinhold Patkul zu den prominentesten politischen Opfern des Schwedenkönigs Karl XII.

## Leben
Otto Arnold von Paykull wurde in Schwedisch-Livland geboren. Im Alter von 15 Jahren ging er in kursächsische Dienste und begann seine Karriere als Edelknabe am Hof. Anfang 1700 beteiligte er sich als kommandierender General an der Belagerung Rigas durch sächsische Truppen. Angeblich auf Anstiftung des Johann Reinhold von Patkul schrieb er einen Brief an den in Riga residierenden Generalgouverneur Graf Erik Dahlberg worin er seine Beobachtungen der Aktivitäten zu Riga schilderte. Paykull fordert die Herausgabe von Deserteuren und gab Dahlberg zu wissen, dass die Sachsen die kurländische Grenze mit Soldaten belegen werden. Er provozierte dadurch eine schwedische Gegenreaktion, in der in einem Pamphlet Paykull als ein Überläufer und Hochverräter verschrien wurde. Dies hätte Paykull noch von sich abwenden und Vergebung erlangen können, wenn er sich den in offenen Briefen angebotenen Advocatorien Dalbergs und König Karls, die im April 1700 verbreitet wurde, unterworfen hätte:

„Gestalt wir dann einen Jeden versichern/ dass er bey seiner Heimkunfft/ seinem Verdienst und Geschicklichkeit gemäß/ angesehen und in Unsern eigenen Dienst soll angenommen und gebrauchet werden. Dagegen aber/ wofern jemand seiner unterthänigen Pflicht gegen Uns so vergessen wäre/ dass er dieses unser Gebot verachtete und ob-bemeldten Unsers gewaltthätigen und ungerechten Feindes Dienst nicht verlassen wollte/ so soll dadurch ein solcher in die Straffe/ welcher diejenige unterworffen/ die sich gegen ihre rechtmäßige Obrigkeit und eigenes Vatterland feindlich setzen/ streiten und gebrauchen lassen/ verfallen/ und solcher gestalt Leibes/ Ehre/ Habe und Guts verlustig seyn.“

Trotzdem wurde sein Name im Urteil von Stockholm vom 17. Dezember 1702 über die „Landesverräter“ noch nicht genannt. Wahrscheinlich nahm Paykull zeitnah seinen Abschied vom sächsischen Dienst und begab sich auf seine Güter in der Mark Brandenburg. Seine Güter in Livland hatte er bereits früher verkauft.

## Schlacht bei Warschau
Im Verlaufe des Jahres 1704 ließ er sich vom russischen Gesandten Patkul überreden, als Generalleutnant das Kommando über die in Polen stehenden sächsischen Truppen zu übernehmen und sich mit den russischen Truppen zu vereinigen. Er hatte auch Briefe Patkuls und anderer dabei, die er dem Zaren übergeben sollte. Aber als Paykull in der Gegend um Warschau war, kam es zwischen ihm und dem schwedischen Generalleutnant Carl Nieroth zu der Schlacht bei Rakowitz am 20. Juli 1705. Obwohl die Schweden in Unterzahl waren, erlitt die aus Polen und Sachsen bestehende Armee eine herbe Niederlage, und Paykull selbst wurde samt einer Vielzahl von Briefen und Schriften gefangen genommen. In einen Brief an seinen König suchte Paykull um Entschuldigung für seine Niederlage und das Unglück. Paykull wurde auf Weisung des König Karls XII. nach Stockholm als ein Staatsgefangener abgeführt und nicht als ein Kriegsgefangener behandelt. Dort wurden ihm am 14. November 1706 von dem Königlich Schwedischen Hofgericht das Recht auf „Leib, Ehre und Gut“ abgesprochen.

## Paykull als Alchemist
In einem Versuch nach dem Todesurteil sein Leben zu retten behauptete Paykull, das Geheimnis zur Herstellung von Gold zu kennen und es wurde, unter Aufsicht des schwedischen Fiskals, auch ein entsprechender Versuch unternommen. Das Ergebnis dieses Versuches wurde in die Stockholmische Münzerei geliefert, welche die Probe für wahres Gold anerkannte. Aus der Probe wurde nach des Königs Tod eine Münze geprägt. Die Münze enthält auf der einen Seite ein natürliches Bildnis des Königs Karl XII und die Umschrift: „Carol. XII. D(ei). G(ratia). Rex Sue(cia).“. Auf der anderen Seite steht: „hoc aurum arte chemica conflavit Holmiae 1706. O. A. V. Paykul“. Diese Münze ist noch heute im königlichen Münzkabinett zu Stockholm zu besichtigen. Ganz Schweden geriet darüber in Aufruhr und sogar der berühmte Gelehrte Urban Hjärne versuchte sich bei seinem Freund Olof Hermelin für ihn zu verwenden und nannte Paykull einen „Verus adeptus“.

## Tod

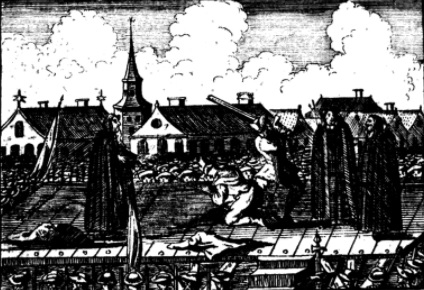
Hinrichtung von Otto Arnold von Paykull in Stockholm (Neueröffneter Historischer Bildersaal, 1719)

Die Königinwitwe Hedwig Eleonore, Karls XII. Großmutter, befahl daraufhin die Exekution Paykulls aufzuschieben um dem König davon zu berichten. Der König ließ sich aber nicht von seinem Vorsatz abbringen und meinte dazu nur: „Om Paykul också förvandlade hela Brunkeberg till guld, måste han likväl dö“. (dt.: Würde Paykul auch den Brunkenberg in lauter Gold verwandeln, müsste er gleichwohl sterben.). Am 4./14. Februar 1707 wurde der sächsische Generalleutnant Otto Arnold von Paykull auf dem Nordermalms-Richtplatz bei dem Norderzoll mit dem Beil enthauptet und am gleichen Ort in einem Sarg beerdigt.

## Familie
Paykull war verheiratet und hatte eine Tochter, die dem Major Siegmund von Lobenstein heiratete.